# رون جونسون (مدير)
رون جونسون (بالإنجليزية: Ron Johnson)‏ هو مدير أمريكي، ولد في 15 أكتوبر 1959.